# Ancistrus erinaceus
Ancistrus erinaceus är en fiskart som först beskrevs av Valenciennes, 1840.  Ancistrus erinaceus ingår i släktet Ancistrus och familjen Loricariidae. Inga underarter finns listade i Catalogue of Life.